# Шмели (Московская область)
Шмели — деревня в Шатурском муниципальном районе Московской области. Входит в состав Дмитровского сельского поселения. Население — 31 чел. (2013).

## Расположение
Деревня Шмели расположена в южной части Шатурского района, расстояние до МКАД порядка 154 км. Высота над уровнем моря 119 м.

## Название
В письменных источниках деревня упоминается как Шмельки, Шмелево.

## История
Перед отменой крепостного права часть деревни принадлежала Кирилловой Вере Алексеевне ( в 1858 коллежская секретарша помещ.-Егорьевск-у.Рязань-губ., из семьи Рязанских помещиков Кирилловых, владевших и - сц. Булавки, Гагинской волости Раненбургского уезда), другая часть была в государственной собственности.
После отмены крепостного права деревня вошла в состав Дубровской волости.
В советское время деревня входила в Бородинский сельсовет.

## Население
| 1858 | 1859 | 1868 | 1885 | 1905 | 1970 |
| ---- | ---- | ---- | ---- | ---- | ---- |
| 109  | →109 | →109 | ↗136 | ↗200 | ↘92  |
| 1993 | 2002 | 2006 | 2010 | 2011 | 2013 |
| ↘39  | ↗40  | ↘38  | ↗45  | ↘38  | ↘31  |

## Галерея
- Дорожный указатель на деревню
- Шмели